# Edward Harris (Archäologe)
Edward Cecil Harris (* 1946 in Hamilton, Bermuda) MBE, JP, FSA ist ein bermudianischer Archäologe. Er wurde bekannt durch die Harris-Matrix, die er im Februar 1973 entwickelte. Sie dient in der stratigraphischen Archäologie zur Herstellung von Seriationen und wurde bei den Planungsarbeiten für den Umbau des Museum of London verwendet. 

## Leben und Wirken
Edward Harris studierte an der Columbia University School of General Studies in den USA, wo Harris einen Abschluss in Anthropologie erwarb. Zwischen den Jahren 1967 und 1971 arbeitete er zusammen mit Martin Biddle, bei dessen archäologischen Grabungen in Winchester, England, er mitwirkte. 
Im Jahre 1978 wurde er an der University of London promoviert, sein Doktorvater war David M. Wilson. Im folgenden Jahr veröffentlichte Harris seine Doktorarbeit unter dem Titel Principles of Archaeological Stratigraphy, dessen Ausarbeitung und Bewertungen zu einer Reihe weiterer Artikel führte, die zwischen 1975 und 1979 erschienen. Im Jahre 1982 wurde Harris Fellow der Society of Antiquaries of London und 1991 Fellow der John Carter Brown Library an der Brown University. Im Jahre 1980 kehrte er auf Bermuda zurück, um die Leitung des Maritime Museum of the Bermuda von 1980 bis 2017 zu übernehmen. Er publiziert regelmäßig Beiträge für das jährliche Bermuda Journal of Archaeology and Maritime History und war dessen Herausgeber.

## Publikationen (Auswahl)
- Principles of Archaeological Stratigraphy (1979)
- Pillars of the Bridge (1991)
- Practices of Archaeological Stratigraphy (1993)
- Bermuda Forts 1612–1957 (1997)
- The Laws of Archaeological Stratigraphy. World Arch. 11 (1979) S. 111–117  DOI:10.1080/00438243.1979.9979753